# Liste der Vertriebenendenkmale in Ungarn

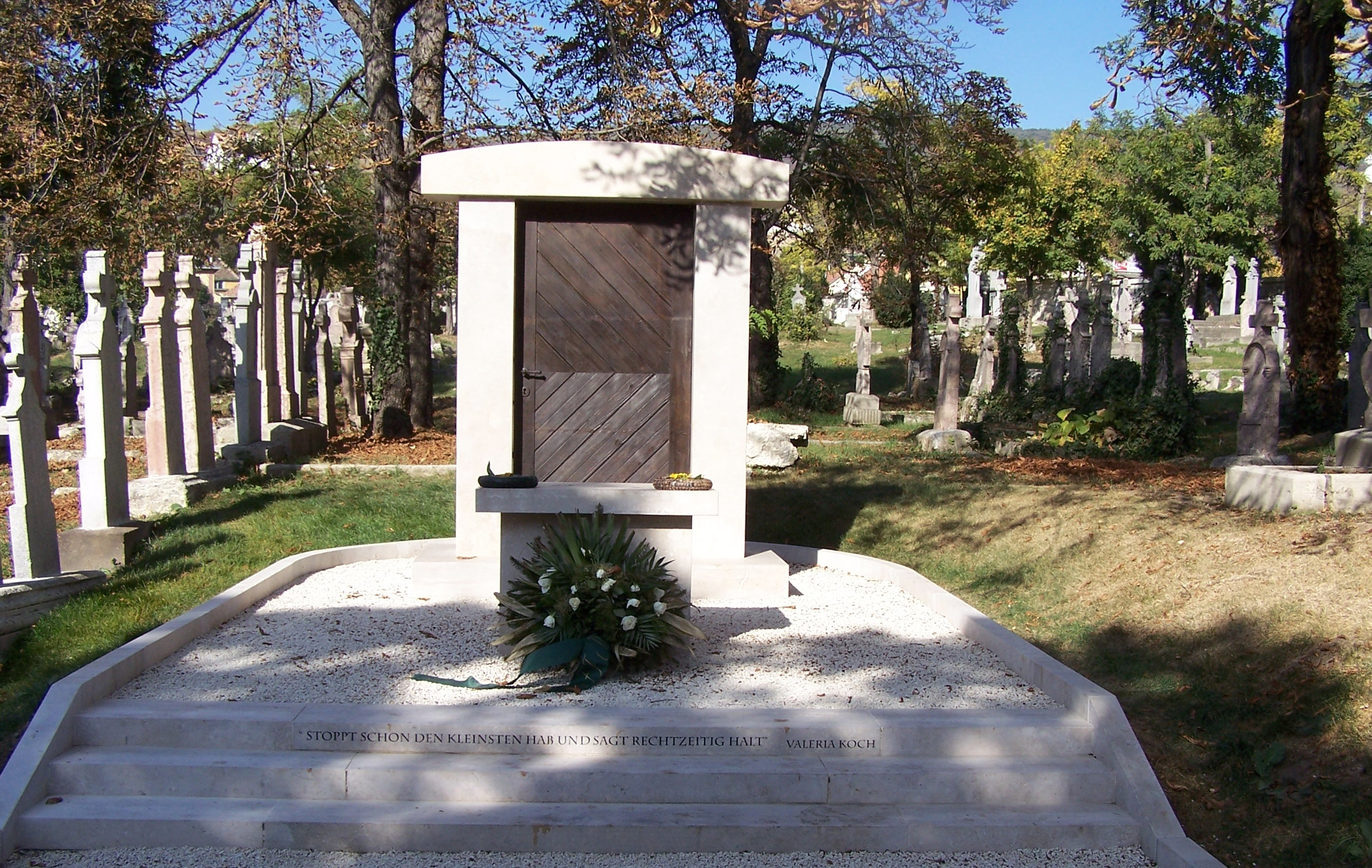
Landesgedenkstätte in Budaörs

Diese Liste der Vertriebenendenkmale in Ungarn verzeichnet die Vertriebenendenkmale in Ungarn.

## Liste
- Alsónána (Naane). Gedenkstein auf dem Friedhof (1996): „Gedächtnisstätte der ehemaligen  deutschen Bevölkerung von Alsonana, von 1750 bis 1946. Wir haben hier keine bleibende Stadt (Hebr. 13,14).“
- Budaörs (Wudersch)

1. Gedenktafel am ehemaligen Rathaus an der Erzherzog-Josef-Straße
2. Alter Friedhof der ungarndeutschen Gemeinde, Landesgedenkstätte zur Vertreibung der Ungarndeutschen (2006).[A 1]

- Csátalja (Tschatali), Gedenktafel am Gemeindehaus in Csatalja (1996):  „Zum Andenken an die vertriebenen und ausgesiedelten deutschen Familien 1946–1996 Csatalja / Tschatali.“
- Elek, Gedenkstätte gegenüber der kath. Kirche (2001)
- Mány (Maan), Gedenkstein auf dem Friedhof (1996)
- Mosonszolnok (Zanegg), Gedenktafel an der Stadtkirche (1996):  „Hier begann die Vertreibung der Deutschen aus dem heutigen Komitat Raab-Wieselburg-Ödenburg im Jahre 1946. Zum Gedenken des 50. Jahrestages dieser tragischen Epoche der Geschichte setzt der Verband der Deutschen Selbstverwaltungen im Komitat Raab-Wieselburg-Ödenburg hiermit ein Mahnmal an alle, damit Menschen nie wieder auf Grund ihrer Volksgruppenzugehörigkeit vertrieben werden! Am 6. Juni 1996.“
- Murakeresztúr, Komitat Zala, Gedenktafel (1979):  „Zum Gedenken an 77 Frauen, Männer und Kinder. Verstorben im Transportzug in Murakeresztúr und der vielen ungezählten, unterwegs Verstorbenen, nach gewaltsamer Vertreibung aus ihrer untersteirischen Heimat, dem Abstaller Becken, im Januar u. Februar 1946. Errichtet 1979 von den Angehörigen.“ Untersteiermark, Apače
- Sopron (Ödenburg), Vertriebenendenkmal vor der ev. Kirche (2010): „Taucht unter, versinkt aber nicht.“ – „Wir gedenken jener Ödenburger Bürger, die aus ihrer Heimat vertrieben wurden, weil sie sich zu ihrer deutschen Muttersprache oder deutschen Nationalität bekannt hatten.“
- Üröm (Irm). Gedenktafel am Kriegerdenkmal vor der kath. Kirche (1996): „Pro memoria. Die Schwaben von Üröm wurden am 25. April 1946 aus ihrer Heimat vertrieben. Diese Gedenktafel wurde von der Verwaltung Üröm zum fünfzigsten Jahrestag der Vertreibung errichtet.“
- Zsámbék (Schambek), altes Rathaus, Gedenktafel (1996): „Erinnerung an die Vertreibung der Schambeker Deutschen im April 1946.“